# Всеукраїнська першість ПСТ «Динамо» з футболу
Всеукраїнська першість ПСТ «Динамо» з футболу — змагання, котре існувало у 1929, 1931—1935 роках. Учасниками були команди Пролетарського спортивного товариства «Динамо» України.

## Турніри

### 1929 рік
- 19 команд (01.07–07.07).
- Офіційна назва: Всеукраїнське весняне футбольне першенство «Динамо».
- Специфіка: прем'єрний чемпіонат «міліцейського» спорттовариства став подією для фізкультурного руху й початком республіканських змагань серед клубів; у ключовому матчі харків'яни драматично здолали киян, що, зокрема, вирішило долю голкіпера останніх[джерело?].

На пошану першого всеукраїнського зоряного кавалерійського перебігу кордонної варти й війська ДПУ — 6-7 в Києві влаштовується велике фізкультурне свято динамівців. Порядок святкування такий: 1) Розиграш з футболу на першість між командами ПСТ «Динамо» (беруть участь до 20 команд). (Вісті ВУЦВК. — 29.06.1929. — № 148. — С. 12.)
Всі матчі відбувались у Києві.
Перше коло
01.07. «Динамо-2» (Київ) — «Динамо» (Кам'янець-Подільський) — 4:0
01.07. «Динамо» /Український полк/ (Харків) — «Динамо» (Славута) — 2:7
01.07. «Динамо» (Волочиськ) — «Динамо» (Олевськ) — 3:0
01.07. «Динамо» (Шостка) — «Динамо» (Тульчин) — 2:1
1/8 фіналу
02.07. «Динамо» (Київ) — «Динамо» (Славута) — 16:0
02.07. «Динамо-2» (Київ) — «Динамо» (Дніпропетровськ) — 0:3
02.07. «Динамо» (Харків) — «Динамо» (Шостка) — 17:0
02.07. «Динамо» (Одеса) — «Динамо» (Волочиськ) — 7:1
02.07. «Динамо» (Житомир) — «Динамо» (Ямпіль Глухівської окр.) — 2:0
02.07. «Динамо» (Сталіно) — «Динамо» (Тирасполь) — 9:1
02.07. «Динамо» (Артемівськ) — «Динамо» (Могилів-Подільський) — 7:1
1/4 фіналу
04.07. «Динамо» (Київ) — «Динамо» (Полтава) — 10:1
04.07. «Динамо» (Сталіно) — «Динамо» (Житомир) — 8:1
04.07. «Динамо» (Дніпропетровськ) — «Динамо» (Артемівськ) — 5:1
04.07. «Динамо» (Харків) — «Динамо» (Одеса) — 3:1
1/2 фіналу
05.07. «Динамо» (Київ) — «Динамо» (Дніпропетровськ) — 2:0
05.07. «Динамо» (Сталіно) — «Динамо» (Харків) — 0:2
Фінал
07.07. «Динамо» (Київ) — «Динамо» (Харків) — 1:3

### 1931 рік
- 4 команди (09.06–12.06).
- Офіційна назва: Кубок Всеукраїнського ПСТ «Динамо».
- Специфіка: короткотривалий турнір за участі квартету найсильніших фактично залишився поза увагою преси, що призвело до надзвичайної скупості даних; упевнений реванш клубу з «міста на семи пагорбах» забезпечила натхненна гра його капітана[джерело?].

1/2 фіналу
09-10.06. /Київ/ «Динамо» (Харків) — «Динамо» (Одеса) — 3:3, 1:0
10.06. «Динамо» (Київ) — «Динамо» (Сталіно) — 4:0
Фінал
12.06. «Динамо» (Київ) — «Динамо» (Харків) — 3:0

### 1932 рік
- 8 команд (10.06–25.06).
- Офіційна назва: Першість Всеукраїнського ПСТ «Динамо».
- Специфіка: третій сезон виявився майже таким бідним на інформацію, як і другий, при цьому за кількістю суперечливих аспектів йому немає рівних; упродовж змагань змінили їхню формулу, деякі колективи знялись, а фінальний етап мав низьку результативність[джерело?].

Перше коло
10.06. «Динамо» (Дніпропетровськ) — «Динамо» (Харків) — 0:6
…06. «Динамо» (Київ) — «Динамо» (Вінниця) — +:– /рахунок 1:3 анульований/
…06. «Динамо» (Чернігів) — «Динамо» (Одеса) — –:+ /відмова/
…06. «Динамо» (Полтава) — «Динамо» (Сталіно) — 1:3
Фінальний турнір
21.06. «Динамо» (Харків) — «Динамо» (Сталіно) — 3:1
21.06. /Харків/ «Динамо» (Одеса) — «Динамо» (Київ) — 0:1
22.06. /Харків/ «Динамо» (Сталіно) — «Динамо» (Київ) — 0:2
22.06. «Динамо» (Харків) — «Динамо» (Одеса) — 1:1
23.06. /Харків/ «Динамо» (Одеса) — «Динамо» (Сталіно) — 0:1
24.06. «Динамо» (Харків) — «Динамо» (Київ) — 2:0
| №  | Команди            | 1. | 2.  | 3.  | 4.  | В | Н | П | М   | О |
| -- | ------------------ | -- | --- | --- | --- | - | - | - | --- | - |
| 1. | «Динамо» (Харків)  | •  | 2:0 | 3:1 | 1:1 | 2 | 1 | 0 | 6:2 | 5 |
| 2. | «Динамо» (Київ)    |    | •   | 2:0 | 1:0 | 2 | 0 | 1 | 3:2 | 4 |
| 3. | «Динамо» (Сталіно) |    |     | •   | 1:0 | 1 | 0 | 2 | 2:5 | 2 |
| 4. | «Динамо» (Одеса)   |    |     |     | •   | 0 | 1 | 2 | 1:3 | 1 |

Фінал
25.06. «Динамо» (Харків) — «Динамо» (Київ) — 1:0

### 1933 рік
- 9 команд (30.05–12.06).
- Офіційна назва: Всеукраїнська Спартакіада «Динамо».
- Специфіка: наступному розіграшу передували останні спазми Голодомору, а рівно за рік столицю України перенесли в інше місто; немовби передрікаючи злам епох, фінал четвертої Динаміади став кульмінацією київсько-харківського протистояння[джерело?].

1/4 фіналу
30.05. «Динамо» (Чернігів) — «Динамо» (Київ) — 0:1
05.06. «Динамо» (Одеса) — «Динамо» (Миколаїв) — 2:2
05.06. «Динамо» (Вінниця) — «Динамо» (Сталіно) — 0:2
06.06. «Динамо» (Дніпропетровськ) — «Динамо» (Харків) — 3:4
1/2 фіналу
06.06. /Одеса/ «Динамо» (Одеса + Миколаїв) — «Динамо» (Київ) — 1:3
09.06. «Динамо» (Харків) — «Динамо» (Сталіно) — 3:1
Фінал
12.06. «Динамо» (Київ) — «Динамо» (Харків) — 2:1

### 1934 рік
- 9 команд (24.06–08.09).
- Офіційна назва: Першість Всеукраїнського ПСТ «Динамо».
- Специфіка: найскандальніший сезон закінчився двома вирішальними матчами, перший із яких був анульований, і в обох арбітр вилучав капітана столичних; тріумф слобожан ознаменував для них прощання з епохою лідерства у футболі України[джерело?].

1/4 фіналу
24.06. «Динамо» (Київ) — «Динамо» (Чернігів) — 7:1
24.06. «Динамо» (Харків) — «Динамо» (Одеса) — 1:0
24.06. «Динамо» (Сталіно) — «Динамо» (Горлівка) — 5:2
24.06. «Динамо» (Дніпропетровськ) — «Динамо» (Вінниця) — 3:0
1/2 фіналу
26.06. «Динамо» (Харків) — «Динамо» (Сталіно + Горлівка) — 2:1
30.06. «Динамо» (Дніпропетровськ) — «Динамо» (Київ) — 1:2
Фінал
06-08.09. «Динамо» (Київ) — «Динамо» (Харків) — 1:3 /анульований/, 0:5

### 1935 рік
- 5 команд (24.09–26.10).
- Офіційна назва: Першість Всеукраїнського ПСТ «Динамо».
- Специфіка: останнє змагання за резонансом перевершило навіть дебютне; на переконання історика Олексія Бабешка, всі українські Динаміади треба розглядати як чемпіонати республіки, позаяк їхніми учасниками були найкращі вітчизняні клуби[джерело?].

Відбіркове коло
22.09. «Динамо» (Дніпропетровськ) — «Динамо» (Вінниця) — 1:0
Фінальний турнір
24.09. «Динамо» (Київ) — «Динамо» (Сталіно) — 4:1
25.09. «Динамо» (Дніпропетровськ) — «Динамо» (Харків) — 1:2
27.09. «Динамо» (Одеса) — «Динамо» (Сталіно) — 1:0
30.09. «Динамо» (Сталіно) — «Динамо» (Дніпропетровськ) — 1:3
06.10. «Динамо» (Дніпропетровськ) — «Динамо» (Київ) — 0:0 /анульований/
12.10. «Динамо» (Київ) — «Динамо» (Харків) — 3:0
12.10. «Динамо» (Одеса) — «Динамо» (Дніпропетровськ) — 1:1
18.10. «Динамо» (Дніпропетровськ) — «Динамо» (Київ) — 2:1
18.10. «Динамо» (Харків) — «Динамо» (Одеса) — 0:0
22.10. «Динамо» (Сталіно) — «Динамо» (Харків) — 0:1
24.10. «Динамо» (Київ) — «Динамо» (Одеса) — 6:2
| №  | Команди                    | 1. | 2.  | 3.  | 4.  | 5.  | В | Н | П | М    | О  |
| -- | -------------------------- | -- | --- | --- | --- | --- | - | - | - | ---- | -- |
| 1. | «Динамо» (Київ)            | •  | 1:2 | 3:0 | 6:2 | 4:1 | 3 | 0 | 1 | 14:5 | 10 |
| 2. | «Динамо» (Дніпропетровськ) |    | •   | 1:2 | 1:1 | 3:1 | 2 | 1 | 1 | 7:5  | 9  |
| 3. | «Динамо» (Харків)          |    |     | •   | 0:0 | 1:0 | 2 | 1 | 1 | 3:4  | 9  |
| 4. | «Динамо» (Одеса)           |    |     |     | •   | 1:0 | 1 | 2 | 1 | 4:7  | 8  |
| 5. | «Динамо» (Сталіно)         |    |     |     |     | •   | 0 | 0 | 4 | 2:9  | 4  |

Фінал
25.10. «Динамо» (Київ) — «Динамо» (Дніпропетровськ) — 3:1

## Протоколи фіналів

### «Динамо» (Київ)— «Динамо» (Харків)— 1:3 (1:0)
7 липня 1929 року (неділя). 17.30. Київ. Червоний стадіон.
Суддя Савостьянов (Москва).
«ДИНАМО», КИЇВ: Войтенко, Пржепольський, Денисов, Тютчев, Піонтковський, Бланк, Синиця, Малхасов, Сердюк, Садовський В., Печений. Інструктор Коген Л.: «ДИНАМО», ХАРКІВ: Норов, Кладько, Кільчинський, Фомін М., Фомін Вол., Привалов, Володимирський, Шпаковський, Міщенко, Шабайдаш, Старусєв. Представник Романенко.
Голи: Сердюк (14) — Міщенко (58), Шпаковський (82, 87).
Нереалізований пенальті: Малхасов (49).
|                                                                                          | … Но еще по одному из приказов Балицкого в Киеве… начался Всеукраинский праздник «Динамо»… Это первенство предшествовало… Всесоюзному чемпионату ПСО «Динамо» в честь 5-летия общества… В Москве должна была быть представлена сборная УССР этого общества. Требовалось определить лучших игроков… 7 июля в финале встретились первые команды Киева и Харькова. Ворота киевлян впервые доверили защищать Войтенко. Вначале игра сложилась удачно для киевлян — в первом тайме 1:0… А во втором тайме Малхасов не забил пенальти, и тут же харьковчане сравняли счет. При этом Войтенко получил серьезную травму, но его не заменили, и он тут же пропустил и второй гол. Харьковские динамовцы стали чемпионами УССР, а руководство киевской команды свалило всю вину за эту неудачу на… Войтенко, и ему пришлось уйти … |
| — книга «Киевский футбол на рубежах времен» А.Ф.Коломійця за 2007 рік, том I, с. 203-205 | |

### «Динамо» (Київ)— «Динамо» (Харків)— 3:0
12 червня 1931 року (п'ятниця). Київ. Червоний стадіон. 12000 глядачів.
Суддя Полегенький (Миколаїв).
«ДИНАМО», КИЇВ: Поталов, Денисов, Свиридовський, Тютчев, Піонтковський /к/, Бланк, Синиця, Малхасов, Сердюк, Садовський В., Печений. Інструктор Коген Л.
«ДИНАМО», ХАРКІВ: Норов, Кладько, Фомін К., Фомін М., Фомін Вол. /к/, Місевра, Володимирський, Шпаковський, Міщенко, Губарєв, Старусєв. Представник Романенко.
Голи: Піонтковський-3.
|                                                      | … Кілька днів тому в Києві скінчилися змагання Всеукраїнської Динаміади. 10 червня відбулися передфінальні розигри: Київ переміг Сталіно 4:0, Харків Одесу 1:0 (це був другий матч, бо перший дав нічию 3:3). 12 червня в остаточній грі на Червоному стадіоні в присутності 12000 глядачів київське «Динамо» здолало харківське 3:0… Добре, неупереджено судив фінал т. Полегенький з Миколаєва … |
| — газета «Київський піонер» за 16.06.1931, №22, с. 4 | |

### «Динамо» (Харків)— «Динамо» (Київ)— 1:0 (1:0)
25 червня 1932 року (субота). Харків. Стадіон «Металіст».
«ДИНАМО», ХАРКІВ: Шатохін, Кладько, Фомін К., Фомін М., Фомін Вол. /к/, Привалов, Володимирський, Шпаковський, Міщенко, Губарєв, Лісний. Представник Романенко.
«ДИНАМО», КИЇВ: Ідзковський, Денисов, Свиридовський, Тютчев, Піонтковський /к/, Правовєров, Синиця, Панін, Сердюк, Прокоф'єв, Печений. Інструктор Коген Л.
Гол: Шпаковський (1-й тайм).
|                                                                        | … На першості Всеукраїнської Динаміади, яка завершилася минулої неділі, наші земляки — «динамівці» Києва взяли другу позицію, програвши у фіналі харків’янам: 26 червня на стадіоні «Металіст» єдиний «гол» у першому ж таймі провів нападаючий Шпаковський… Цікавий турнір був позначений помітними моментами. Наприклад, у матчі одеситів і киян єдиний «гол» забив… у власні ворота Калашников! А у чвертьфінальному колі вінничани, які перемогли киян, через невідомі причини відмовилися від дальшої участі в змаганнях, тому результат цієї гри був скасований … |
| — бюлетень Київської міської Ради ПСТ «Динамо» за 28.06.1932, №3, с. 4 | |

### «Динамо» (Київ)— «Динамо» (Харків)— 2:1 (0:0)
12 червня 1933 року (понеділок). Київ. Стадіон «Динамо» ім. Балицького. 18000 глядачів.
Суддя Романенко (Харків).
«ДИНАМО», КИЇВ: Ідзковський, Тютчев, Весеньєв, Панін, Сухарєв, Єпішин, Путистін, Шегоцький /к/, Сердюк, Прокоф'єв, Махиня. Інструктор Коген Л.
«ДИНАМО», ХАРКІВ: Москвин, Рогозянський, Фомін К., Фомін М., Фомін Вол. /к/, Привалов, Копейко, Паровишников, Грубер, Ливенцев, Лісний. Представник Романенко.
Голи: Махиня (67), Шегоцький (88) — Привалов (69).
|                                                                   | … Наше кавказьке турне було ніби увертюрою до великого футбольного сезону. В Києві на нас чекало серйозне випробування — матч з харківським «Динамо», яке не просто представляло тоді столицю Радянської України, а й вважалося найсильнішою командою республіки і однією з провідних у країні. Відбутися матч мав на нашому новому стадіоні. Ця найбільша на той час спортивна споруда на Україні відіграла велику роль у розвиткові футболу в нашій республіці. Розташований у центрі міста, поміж парками та схилами Дніпра, стадіон «Динамо» й нині викликає загальне захоплення своєю мальовничістю, якоюсь неповторністю. В тридцяті роки він був найголовнішим центром усього спортивного життя в місті. Перед зустріччю двох найсильніших українських команд спортивний Київ жив футболом. За тиждень перед матчем у касах не лишилося жодного квитка. Кияни сподівалися побачити цікаву гру, захоплюючий футбольний спектакль у виконанні популярних майстрів шкіряного м’яча. Правда, були в київській команді й новачки, і глядачів це, звичайно, інтригувало. Їм хотілося побачити, чого варті дебютанти улюбленої команди. Звичайно ж, Єпішину, Путистіну і мені хотілося показати себе з найкращого боку. На поле динамівського стадіону ми вийшли в такому складі: А. Ідзковський, Ф. Тютчев, В. Єпішин, М. Путистін, К. Шегоцький, О. Шульц-Сердюк, В. Прокоф’єв, М. Махиня, І. Панін, В. Сухарєв, В. Весеньєв. Партнери заздалегідь попередили мене, що я гратиму проти свого тезка — Костянтина Фоміна, відомого на той час футболіста, різкого захисника, який інколи й до недозволених прийомів вдавався, аби перешкодити суперникові вийти на ударну позицію. На жаль, я відмахнувся від цієї перестороги, за що й був одразу покараний. Перше ж зіткнення з Фоміним ледь не скінчилося для мене катастрофою. Харків’янин, коли я намагався обійти його на штрафному майданчику, стрибнув на мене і, відбиваючи м’яч правою ногою, водночас лівою сильно вдарив мене в груди, та ще й глузливо глянув. Було дуже боляче, але я підвівся і, вдаючи, що нічого не сталося, побіг туди, де йшла боротьба за м’яч. Костянтин Фомін «ловив» мене протягом усього матчу, та я уникав нових інцидентів. Моїх фінтів він ще не знав, і мені не раз вдавалося залишати його за своєю спиною, загрожувати воротам. Правда, гола у першому таймі я так і не забив, бо все-таки дуже хвилювався, поспішав з ударами. Суперникам теж не вдалося добитися успіху, і на перерву команди пішли при нульовому рахунку. Мабуть, досвідчених, сильних харків’ян такий хід подій не задовольняв. Ми ж поки що вважали своє завдання виконаним, бо стримали натиск грізних суперників… На другий тайм гості вийшли з наміром будь-якою ціною подолати опір нашого захисту. Рішучий штурм не зарадив їм. Київські захисники грали самовіддано, впевнено. Та особливо відзначився воротар Антон Ідзковський. Він брав «мертві» м’ячі, і трибуни захоплено аплодували чудовому голкіперові. Стримавши штурм, кияни й самі розпочали активні наступальні дії. В середині другої половини зустрічі М. Махиня пройшов з м’ячем майже до лицьової лінії і під гострим кутом послав його в сітку воріт гостей. Та, мабуть, радість приспала нашу пильність, бо не встигли ми опам’ятатися, як м’яч, пробитий лівим крайнім нападником І. Приваловим, влетів у ворота Ідзковського. Антон помилився, він винувато поглядав на партнерів, але ніхто з нас не збирався йому дорікати… І все ж ми здобули перемогу. До кінця гри вже лишалося кілька хвилин, коли я одержав точний пас на штрафному майданчику, двічі перехитрив Фоміна і спокійно забив вирішальний гол. Мій «опікун» готовий був плакати з відчаю, а я залишав поле задоволений тим, що зумів по-спортивному довести перевагу техніки над грубістю … |
| — книга «У грі та поза грою» К.В.Шегоцького за 1991 рік, с. 48-51 | |

### «Динамо» (Київ)— «Динамо» (Харків)— 0:5 (0:3)
8 вересня 1934 року (субота). Київ. Стадіон «Динамо» ім. Балицького. 10000 глядачів.
Суддя Миронов (Київ).
«ДИНАМО», КИЇВ: Ідзковський, Пржепольський, Саблін, Весеньєв, Правовєров, Тютчев, Путистін, Малхасов, Шегоцький /к/, Сердюк, Коротких, Махиня (не відомо, хто кого замінив). Тренер Шегоцький.
«ДИНАМО», ХАРКІВ: Москвин, Кирилов, Фомін К., Фомін М., Фомін Вол.. /к/, Місевра, Якубович, Паровишников, Хруслов, Шпаковський, Куликов. Представник Романенко.
Голи: Куликов (12), Фомін К. (17), Фомін М. (34), Якубович (65), Фомін Вол. (67).
Вилучення: Шегоцький.
|                                                          | … Два дні тому на футбольному полі київського стадіону «Динамо» зустрілися команди Києва і Харкова. Матч закінчився значною перемогою харківської команди. Київська команда, вважаючи свою поразку за випадкову, вимагала матч переграти. Вчора обидві команди знову зустрілися, виставивши своїх кращих гравців. З перших же хвилин харків'яни взяли ініціативу до своїх рук, настирливо напосідаючи на ворота Києва. Як і в попередньому матчі рахунок почав Куліков, забивши на 11 хвилині перший м'яч. За 5 хвилин К. Фомін з штрафного удару забив другий гол, а наприкінці тайму м'яч сам… закотився до воріт, минаючи розгубленого Іцьковського. У другому таймі — та ж картина. Харківська команда міцно насіла на ворота Києва. Іцьковський з честю бере найважчі м'ячі, але він один врятувати становище не може. Паровишніков вдало забиває 4 м'яч і буквально за дві хвилини п'ятий верхній гол забиває Вол. Фомін. Матч закінчився знов поразкою киян з рахунком 5:0 на користь Харкова. Завжди на цьому місці ми ставимо крапку. На цей раз ми свій звіт продовжуємо. Протягом всієї гри харківські футболісти грали майстерно, енергійно, красиво, чого не можна сказати про київських футболістів. Більше від того, капітан київської команди Щеготський — гравець збірної СРСР і України припустився явно хуліганських вчинків, за що його і вивели з поля (до речі, минулого матчу його теж вивели з поля за брутальне поводження) … |
| — газета «Комсомолець України» за 09.09.1934, №207, с. 4 | |

### «Динамо» (Київ)— «Динамо» (Дніпропетровськ)— 3:1 (1:1)
25 жовтня 1935 року (п'ятниця). 13.00. Київ. Стадіон «Динамо» ім. Балицького. 40000 глядачів.
Суддя Романенко (Харків).
«ДИНАМО», КИЇВ: Ідзковський (Поталов, 76), Правовєров, Клименко, Тютчев, Кузьменко І. /к/, Путистін, Гончаренко, Кузьменко Ф., Комаров, Коротких, Махиня (Лучко, 89). Тренер Товаровський.
«ДИНАМО», ДНІПРОПЕТРОВСЬК: Маховський, Чижов, Алексопольський, Старостін, Андрєєв, Гребер, Бородін, Білий, Лайко /к/, Кривошеєв В. (Наумов, 32), Корнилов (Кривошеєв Л., 54). Тренер Сердюков.
Голи: Махиня (1), Кузьменко І. (55, 66) — Лайко (22).
|                                                          | … На годиннику 13:00, суддя Романенко з Харкова свистить про початок гри. І вже на першій хвилині швидкий лівий край господарів Махіня точне б’є по воротах. Однак гості не збираються здаватись, їхній напад дуже напористий. Не дивно, що на 22 хвилині капітан Лайко влучно пробиває зльоту. Так і закінчився перший тайм — 1:1. Після короткої перерви ініціатива знову на боці киян, їхню гру веде капітан І. Кузьменко, який недавно грав у Дніпропетровську: він активний, рухливий, часто цілить у ворота. Його дальні удари на 55 та 66 хвилинах досягають мети — 3:1 за господарями поля. Гості кидають усі сили, щоби відігратися, проте їх підводить поспіх і те, що два футболісти замінені через пошкодження… Тож рахунок не змінено: «динамівці» столиці України беруть республіканську першість товариства … |
| — газета «Комсомолець України» за 04.11.1935, №255, с. 4 | |